# Horst Seidler
Horst Seidler (* 26. Juli 1944 in Wien) ist österreichischer Anthropologe. Er lehrte an der Universität Wien und war 2008 Dekan der Fakultät für Lebenswissenschaften.

## Leben
Horst Seidler ist seit 1968 am Institut für Humanbiologie der Universität Wien tätig, seit 1984 als Professor für Humanbiologie. Von 1981 bis 2000 war er Vorstand des Instituts für Anthropologie.
Von 1974 bis 1990 war Seidler wissenschaftlicher Mitarbeiter bei Andreas Rett an der Abteilung für entwicklungsgestörte Kinder am Neurologischen Krankenhaus Rosenhügel.
Schwerpunkte seiner Arbeiten sind die Humangenetik, die Rassen- und Populationsgenetik und die Hominidenevolution. In Zusammenarbeit mit der Angewandten Psychologie konnte er in den Bereichen Morphologie, Konstitutionslehre und Typologie wichtige wissenschaftliche Erkenntnisse erzielen.
Populär bekannt sind seine Forschungen zum Ötzi in Südtirol, zu den Mumien der Wolkenmenschen-Inca in Peru, sowie seine Ausgrabungen und damit verbundenen Konflikte in Äthiopien.

## Publikationen (Auswahl)
- Sozialanthropologische Untersuchungen an Wiener Schulkindern. Habilitationsschrift Universität Wien 1979.
- mit Andreas Rett: Das Reichssippenamt entscheidet. Rassenbiologie im Nationalsozialismus. Jugend und Volk, Wien/München 1982, ISBN 3-224-16508-1.
- Rassismus – Überlegungen eines Anthropologen. In: Horst Seidler, Alois Soritsch (Hrsg.): Rassen und Minderheiten. Wien 1983 (= Schriftenreihe Sozialanthropologie. Band 1), S. 53–70.
- als Hrsg.: Rassen und Minderheiten (= Schriftenreihe Sozialanthropologie. Band 1). Literas, Wien 1983, ISBN 3-85429-024-1.
- mit Andreas Rett: Rassenhygiene. Ein Weg in den Nationalsozialismus. Jugend und Volk, Wien/München 1988, ISBN 3-224-16530-8.
- Wissen und Ignoranz – das Dilemma der Evolution zum Homo sapiens. Vortrag Wiener Vorlesungen. Picus, Wien 1991, ISBN 3-85452-303-3.
- Der Mann vom Hauslabjoch – Ein kurzer Bericht. In: Heinrich Pfusterschmid-Hardtenstein (Hrsg.): Was ist der Mensch? Menschenbilder im Wandel. Europäisches Forum Alpbach 1993, Ibera, Wien 1994, ISBN 3-900436-07-X, S. 417–430.

## Audio
- mit Erwin Ringel, Erika Weinzierl: Fanatismus und Rassenwahn, Dimensionen – die Welt der Wissenschaft, Radiosendung Ö1 31. Januar 1991.

## Auszeichnungen
- 1992: korrespondierendes Mitglied der Österreichischen Akademie der Wissenschaften
- 1996: Tiroler Adler-Orden in Gold für die Verdienste um den Eismann
- 1997: Ehrenmitglied der Kroatischen Anthropologischen Gesellschaft
- 1998: Ehrenmedaille der European Spine Society
- 1999: Gorjanovic Kramberger Medaille
- 1999: Ehrenmedaille des Bundesdistrikts von Ilo, Peru
- 2000: Ehrung des Bundesdistrikts von Chachapoya, Amazonien, Peru
- 2001: Großer Preis der Stadt Wien
- 2002: Österreichisches Ehrenkreuz für Wissenschaft und Kunst I. Klasse[5]